# Reginald McKnight
Reginald McKnight (nascido em 26 de fevereiro de 1956) é um escritor de contos e romancista americano.

## Vida
McKnight nasceu em 26 de fevereiro de 1956 em Fürstenfeldbruck, Alemanha, em uma família da Força Aérea; portanto, ele se mudou muito na infância, embora chame o Colorado de lar. Ele se formou no Pikes Peak Community College (AA), no Colorado College (BA) e na University of Denver(MA); ele também é Phi Beta Kappa e recebeu um doutorado honorário do Colorado College.
Como professor, McKnight foi professor de inglês na University of Maryland, College Park, Carnegie Mellon University e University of Michigan, Ann Arbor. Ele também lecionou na Universidade de Pittsburgh, mas saiu quando soube que outros professores contavam piadas racistas sobre negros quando ele não estava na presença deles. Desde 2002, ele é o professor Hamilton Holmes de inglês na Universidade da Geórgia em Athens; ele também foi a primeira pessoa a ocupar essa posição.
McKnight teve duas estadias prolongadas na África, ensinando inglês em Dakar, Senegal, de 1981 a 1982, e outra em 1985 como parte de uma bolsa Thomas J. Watson. Diz que "não se considerava verdadeiramente um escritor até ir para África", em parte porque escrevia intensamente durante várias horas por dia enquanto lá estava, e também porque, como afirma, "quando saí daquela lugar que eu fiz algo para mim mesmo de uma maneira muito profunda - me imprimi com a palavra escrita de maneiras que não tinha feito antes disso". Ele também afirma que depois de algumas semanas lá, tornou-se mais consciente do que chama de "africanidade" ao reconhecer as mesmas cadências nas vozes das mulheres senegalesas que conhecia ouvindo sua mãe e suas tias crescendo.

## Prêmios
- Prêmio O.Henry
- Prêmio Drue Heinz de Literatura de 1988
- Prêmio Pescada 1995

## Obras
- He Sleeps. [S.l.]: Macmillan. 2002. ISBN 978-0-312-42104-5  (reprint)
- Moustapha's Eclipse. [S.l.]: University of Pittsburgh Press. 1988. ISBN 978-0-8229-3589-6
- I Get on the Bus. [S.l.]: Little, Brown. 1990. ISBN 978-0-316-56055-9
- The Kind of Light that Shines on Texas. [S.l.]: Little, Brown. 1992. ISBN 978-0-316-56056-6
- White Boys. [S.l.]: Henry Holt and Co. 1999. ISBN 978-0-8050-6171-0

### Editor
- African American Wisdom. [S.l.]: New World Library. 1994. ISBN 978-1-880032-34-3
- Wisdom of the African World. [S.l.]: New World Library. 1996. ISBN 978-1-880032-56-5

### Antologias
- Shannon Ravenel, ed. (1992). «Quitting Smoking». New Stories from the South: The Year's Best, 1992, Volume 2002. [S.l.]: Algonquin Books. ISBN 978-1-56512-011-2